# Friedrich Karl von Moser
Friedrich Karl Freiherr von Moser (født 18. december 1723 i Stuttgart, død 10. november 1798 i Ludwigsburg) var en tysk statsretslærer og publicist, søn af Johann Jacob Moser.
Hans første skrifter, Teutsches Hofrecht (I—II, 1754) og andre, er studier efter faderen, hvem han også bistod i det praktiske liv. 1753 blev han regeringsråd i Frankfurt a. M., 1763 gesandt i Hessen-Kassel. 1767—72 stod Moser i Josef II:s tjeneste, kaldtes derefter til ministerpræsident i Hessen-Darmstadt for at reformere finansvæsenet. Han opgav 1780 sin stilling, faldt i unåde og fortrædigedes ved en 10-årig proces. Medens statsretten "fyldte ham med væmmelse", stillede han sig som mål at højne statsmoralen. Hans berømte bog Der Herr und der Diener geschildiert mit Patriotischer Freyheit (1759, 2. udgave 1763, oversat på fransk og russisk), Ueber Regenten, Räthe und Regierung (1784), Politische Wahrheiten (I—II, 1796), der fremhævede fyrstens pligter over for samfundet, var en torn i øjet på datidens hoffer. Rimeligvis efter Schlözers eksempel udgav Moser Patriotisches Archiv für Teutschland (I—XII, 1784—90, Neues Archiv, I—II, 1792—94) med talrige biografier af fyrster og statsmænd, af nordiske personligheder således Christian III, Gustav II Adolf, Oxenstierna og Rochus Friedrich zu Lynar, J.H.E. Bernstorffs forsvarsskrift af 1766 er aftrykt i arkivets 6. bind. Mosers skrifter har haft stor indflydelse på hans samtid, mænd som Herder og Goethe modtog dybe indtryk af hans modige og uforsagte virksomhed. Personlig og litterært var Moser forbunden med Susanna von Klettenberg, den skønne sjæl i Wilhelm Meister.